# Atraphaxis irtyschensis
Atraphaxis irtyschensis là một loài thực vật có hoa trong họ Rau răm. Loài này được Chang Y.Yang & Y.L.Han mô tả khoa học đầu tiên năm 1984.